# Barajas de Melo (kommunhuvudort)
Barajas de Melo är en kommunhuvudort i Spanien.   Den ligger i provinsen Provincia de Cuenca och regionen Kastilien-La Mancha, i den centrala delen av landet, 70 km öster om huvudstaden Madrid. Barajas de Melo ligger 716 meter över havet och antalet invånare är 805.
Terrängen runt Barajas de Melo är kuperad åt nordost, men åt sydväst är den platt. Runt Barajas de Melo är det mycket glesbefolkat, med 3 invånare per kvadratkilometer. Närmaste större samhälle är Tarancón, 14,9 km sydväst om Barajas de Melo. Trakten runt Barajas de Melo består till största delen av jordbruksmark.